# Costa Siple

A costa Siple é a porção central de costa, relativamente mal definida, junto ao lado leste da Plataforma de gelo Ross, entre a extremidade norte da costa Gould (83° 30′ S, 153° 00′ O) e a extremidade sul da costa Shirase (80° 10′ S, 151° 00′ O). Foi assim denominada pelo NZ-APC em 1961 em homenagem a Paul A. Siple, notório cientista-explorador americano que acompanhou o Contra-almirante Richard E. Byrd em todas suas expedições antárticas.
 Este artigo incorpora material em domínio público  de United States Geological Survey   , documento "Costa Siple" (conteúdo do Geographic Names Information System).